# James M. Slattery
Pour les articles homonymes, voir Slattery.
James Michael Slattery, né le 29 juillet 1878 et décédé le 28 août 1948, est un homme politique américain, membre du Parti démocrate et ancien sénateur de l'Illinois de 1939 à 1940.